# Tarification progressive de l'énergie
La tarification progressive de l'énergie consiste en une différenciation du prix du kWh  selon le niveau de consommation, de telle façon que ce prix augmente avec la consommation : plus on consomme, plus on paye cher ses kWh, le prix augmentant par paliers. 

## Fonctionnement
Les paliers seront adaptés selon trois critères : le nombre de personnes occupant le logement, la zone climatique et le mode de chauffage. Les données seront collectées sur les feuilles d'impôts et transmises aux fournisseurs[Où ?]. Le tarif le plus bas sera 3 à 10 % moins cher que les tarifs actuels (au 5 septembre 2012). En passant au palier supérieur du tarif de base, on obtiendra déjà un « malus » de l'ordre de quelques dizaines d'euros. Les personnes en situation de malus seront contactées afin d'êtres conseillées sur leur consommation. Pour les habitations considérées comme des « passoires énergétiques », une partie du malus sera déduite du paiement du loyer, incitant ainsi les propriétaires à effectuer des travaux d'isolation.

## Utilisation dans le monde
La tarification progressive de l'électricité est utilisée par environ 90 pays à travers le monde (voir la liste des pays sur le blog : tarification-progressive-de-lenergie.com). Son application pour le gaz n'est pas connue mais est plus répandue que pour le pétrole où elle est en vigueur dans un très faible nombre de pays. 

## Histoire
Ce modèle tarifaire est apparu à la suite des premiers chocs pétroliers lors desquels les nations importatrices, fortement dépendantes des ressources extérieures, ont mis en place des politiques de maîtrise de la demande énergétique. La Commission européenne a étudié cette mesure de réduction des consommations énergétiques dans le secteur résidentiel mais peu de pays européen l’ont adopté immédiatement. Seule l’Italie l’a mise en place dès 1975, faisant suite à la démarche du Japon en 1974. La Californie a également mis en œuvre cette mesure en 1976 mais pour des raisons environnementales, sous la pression des mouvements de protection de l’environnement. 
En 2010, la Commission nationale des réformes et du développement chinoise a annoncé le déploiement de la tarification progressive de l'électricité à l'ensemble du territoire après une expérimentation de plusieurs années dans deux provinces. La même année, la Belgique a également conduit une étude approfondie de « faisabilité de l'instauration d'une tarification progressive ». Le texte de loi est toujours d’actualité mais confronté à des conflits de compétences entre les régions qui composent la Belgique et l’État fédéral. Récemment, la France et l'Espagne ont indiqué vouloir mettre en place une tarification progressive pour l'électricité pour les consommateurs résidentiels.

## Objectifs
La tarification progressive de l'énergie poursuit un double objectif : limiter les consommations jugées non essentielles et réduire la facture énergétique des ménages à faible revenu.  
- Premièrement, le caractère progressif du modèle tarifaire incite aux économies d'énergie puisque plus la consommation augmente, plus le prix du dernier kWh est élevé. Les gros consommateurs sont incités à réduire leur consommation sous peine de voir leur facture augmenter fortement. Ce modèle contraste avec le modèle français actuellement en vigueur puisque la tarification duale, de l’abonnement et de l’énergie consommée, résulte en un prix du kWh décroissant à mesure que la consommation augmente. L’introduction de la tarification progressive en France devrait donc faire évoluer les comportements de consommation des usagers. Les études estiment à 6 % les économies d’énergie réalisées à court termes et 18 % à long terme[7]. Les réductions de court terme correspondent aux ajustements de comportement d’usage des consommateurs alors que celles de long terme intègrent également les investissements dans l’efficacité énergétique (isolation des logements, appareils plus efficaces…).
- Deuxièmement, la tarification progressive de l’énergie poursuit également un objectif de redistribution en réduisant la facture des petits consommateurs. Les enquêtes sur la consommation des ménages montrent que les dépenses en énergies dans le logement sont corrélées avec les revenus, c'est-à-dire que plus les revenus des ménages sont élevés, plus leurs consommations/dépenses sont importantes[8]. Globalement, les ménages à faible revenus sont les des petits consommateurs d’énergie, et inversement. Cela s’explique notamment par les principaux déterminants de la consommation d’énergie dans le logement que sont la qualité de l’isolation, la surface, la température ambiante, le taux d’occupation, le taux d’équipement en appareils électronique. Puisque les ménages aux revenus modestes sont les moins consommateurs, l’introduction de la tarification progressive leur permet de réduire leur facture car ils paient les tarifs des premières tranches de consommation qui sont les moins chers. Une étude du système californien a ainsi montré que les tarifs progressifs permettaient une réduction de 17 % des factures des ménages à revenus modestes, compensée par une augmentation de 15 % de celles des plus aisés[9].

## Les avantages
- Les ménages à faible revenu bénéficient de facture réduite puisqu’ils sont ceux qui consomment le moins comparativement à l’ensemble des ménages. Ils ne paient donc que les tarifs des tranches basses qui sont les moins chers.
- Les tarifs bas pour les volumes de consommation qui correspondent aux usages essentiels sont financés par les tarifs des tranches de consommation « superflu ». Sur une période de temps longue, cela permet de stabiliser le tarif de base en les compensant par des augmentations des tarifs de confort et superflu. C’est comme cela que la Californie a réussi à maintenir bas le tarif de base, correspondant aux usages essentiels[10].
- L’augmentation attendue des factures d’électricité des ménages les plus fortunés, qui sont ceux qui ont le plus facilement accès aux crédits bancaires, doit les inciter à investir dans l’efficacité énergétique ce qui boostera le marché de la rénovation thermique des bâtiments.
- Moins de consommation électrique signifie une moindre sollicitation du réseau donc moins d’investissement donc un coût de l’électricité réduit.

## Les inconvénients
- L’application de la tarification progressive de l’énergie aux seules énergies en réseaux (électricité, gaz) risque d’inciter les ménages à choisir des modes de chauffage au fioul ou au bois qui sont des énergies qui ne sont pas régulées par ce modèle tarifaire.
- Le conflit d’intérêt entre les locataires de logements, qui souhaitent réduire leur facture énergétique, et les propriétaires, qui ne veulent pas investir dans l’amélioration de l’isolation de leur bien immobilier, risque d’être accentué dans le cas des logements décrits comme étant des passoires énergétiques.
- L’information des clients doit être améliorée de façon qu’ils puissent connaitre plus précisément leur niveau de consommation afin d’adapter leurs comportements et prendre les décisions d’investissement appropriées.
- La tarification progressive de l’électricité ne répond pas directement à l’objectif de réduction de la pointe de consommation qui nécessite le recours à des modes de production très pollueurs.

## Proposition de loi française
La proposition de loi (« loi Brottes ») instaurant la tarification progressive de l'énergie a été déposée le 5 septembre 2012 à l'Assemblée nationale par le député M. François Brottes. Cette loi, qui aurait pu être adoptée avant la fin de l'année 2012, l'a finalement été en 2013, après de nombreux amendements,.
Cette proposition de loi concernant la « tarification progressive » de l'électricité et du gaz naturel a été déposée par discutée par les parlementaires dès le début du mois d'octobre 2012. Elle a finalement été adoptée en lecture définitive à l'Assemblée nationale dans la nuit du 11 au 12 mars 2013.
Une grille des tarifs en trois paliers était prévue avec un prix au kWh spécifique à chaque tranche de consommation : tarif de base, tarif confort, tarif superflu,.
Plus la consommation est importante et plus le prix est élevé. Les paliers seraient adaptés selon une démarche unique selon trois critères : le nombre de personnes occupant le logement, la zone climatique et le mode de chauffage.
Les données auraient été collectées sur les feuilles d'impôts et transmises aux fournisseurs.
Le tarif le plus bas aurait été 3 à 10 % moins cher que les tarifs actuels (au 5 septembre 2012). En passant au palier au-dessus du tarif de base, on aurait obtenu déjà un « malus » de l'ordre de quelques dizaines d'euros. Les personnes en situation de malus auraient été contactées afin d'êtres conseillées sur leur consommation. Pour les habitations considérées comme des « passoires énergétiques », une partie du malus aurait été déduite du paiement du loyer, incitant ainsi les propriétaires à effectuer des travaux d'isolation. 
Anticipant l'entrée en vigueur prévue de la loi vers la fin de l'année 2013 ou début 2014, un élargissement des tarifs sociaux de l'énergie a été mis en place, par décret.
Les tarifs sociaux de l'électricité et du gaz naturel ont été attribués à tous les bénéficiaires des minima sociaux en situation de précarité énergétique (4 millions de ménages en France en septembre 2012). Par ailleurs, la loi a également mis en place une trêve hivernale de l'énergie, interdisant de couper l'électricité en hiver.
Le « bonus-malus » aurait été géré par la Caisse des dépôts sur un compte spécifique ; Il se serait équilibré et aurait été neutre pour les opérateurs d'énergie, et n'aurait rien coûté à l'État.  
Le champ d'application de cette loi aurait été progressivement étendu à d'autres énergies dites « hors réseaux » comme le fioul domestique, le GPL et le bois de chauffage, ainsi qu'à l'eau potable.
Il était également prévu que les compétences du Médiateur national de l'énergie soient élargies aux petites entreprises, aux litiges avec les distributeurs et à ceux portant sur la formation des contrats.
Cependant, le 11 avril 2013, le Conseil constitutionnel déclare contraire à la Constitution les articles 1 à 6 de la proposition de loi, qui instaurait la tarification progressive de l'énergie, vidant l'essentiel de la loi de son contenu.